# M-1 글로벌
M-1 글로벌(M-1 Global)은 러시아에서 설립된 이후 유럽을 기반으로 아시아, 북미, 동유럽, 서유럽 등지에 지사를 두고 연간 100 ~ 200회의 대륙간 대회를 개최중인 종합격투기(MMA:Mixed Martial Arts)글로벌 프로모션이다. 대표적인 선수로 예멜리야넨코 표도르(Fedor Emelianenko)가 있으며, 그는 부분 소유자이며 은퇴 이후 스포츠 및 생활체육 진흥을 위한 대통령 자문회의의 일원으로 활동 중이다.
미국, 네덜란드, 일본, 한국 등에 지사를 설립하고, 미국, 동유럽, 서유럽, 아시아를 주요 대륙으로 구분해 대륙간 대항전을 펼치고 있다. 대한민국에선 MBC 스포츠플러스에서 중계방송하고 있다.

## 주요대회
- M-1 셀렉션: 각 대륙대항전 , 각 대륙의 챔피언은 M-1 챌린지 출전 자격 부여
- M-1 챌린지: M-1 셀렉션의 챔피언들의 대결
- 이벤트성 비 정기 특별 경기

- 체급구분

| 라이트 급     | -155 파운드 | -70.3 Kg |
| 웰터급        | -170 파운드 | -77.1Kg  |
| 미들급        | -185 파운드 | -83.9Kg  |
| 라이트 헤비급 | -205 파운드 | -92.9Kg  |
| 헤비급        | +205 파운드 | +92.9Kg  |

## 경기규칙
1. 경기 시작
선수들은 위치는 서로의 반대편 시작한다.
2. 허용 기술
선수들은 입식(두발로 딛고 선) 상태에서 차기와 펀치가 허용되며, 이때에 한해 머리를 향한 무릎 가격 기술이 허용된다.
발 이외의 신체 부분이 땅에 닿은 경우를 그래플링(넘어져 뒤엉켜 따우는)으로 보고 이때 머리를 무릎으로 가격하는 기술은 몸통 공격에만 허용된다. 레슬링, 유도와 유술의 모든 기술이 허용되지만 팔꿈치를 사용한 공격기술은 몸통과 다리에 한해 사용될 수 있다
머리를 향한 공격은 입식상태에서만 허용되며 그래플링 상태에서 차기 기술을 머리를 향해 사용할 수 없다. 한명의 선수만 입식 상태인 경우 그 선수는 상대를 향해 발과 무릎을 사용한 공격을 머리를 향해 할 수 없다.
3. 경기 시간과 우승자 선언
선수가 사인한 전문 이종격투기 계약서에 따라 아래와 같이 진행된다
| 클래스                 | 라운드               | 레프리 타임 |                       |
| Challenge Fights       | 2 x 5 분             | 1분         | 5 분 라운드 추가 가능 |
| Challenge Title Fights | 3 x 5 분             | 1분         | 5 분 라운드 추가 가능 |
| Prestige Fights        | 3 x 5 분             | 1분         | 5 분 라운드 추가 가능 |
| Ranking Fight          | 1 x 10 분            |             | 5 분 라운드 추가 가능 |
| Title Fights           | 1 x 10 분 + 1 x 5 분 | 1분         | 5 분 라운드 추가 가능 |

경기의 결과 무승부일 경우 5분의 추가 라운드가 주어진다. 추가 라운드 진행 이후에도 결정이 나지 않는 경우 무승부로 결정 짓되 M-1 챌린지의 경우 예외가 적용되며, 심판은 추가라운드 진행 후 승자를 지정하게 되고, 타이틀전에선 두 번째 추가 라운드 이후 심판이 승자를 선언하게 된다.
만약 더 이상 시합을 진행할 수 없는 상태이거나, 링 바닥시합 진행에 불충분한 사유(눕거나 기도 등)가 발생할 경우 심판은 경기를 중단 시킬 수 있다. 경기의 속개는 입식 상태에서 진행되어야 하며, 선수가 링 바깥으로 벗어날 수 있는 상황인 경우 심판은 경고와 함께 링을 벗어나지 못하도록 지시하며 경기를 멈추고 선수를 링 중앙으로 이동하도록 한다. 그 이후 심판의 지시에 따라 경기가 속계된다.
상대방을 링 바닥에 고착시킨 그래플링 상태에서 상대방 선수의 머리에 수차례 정타의 펀치 공격이 이루어질 경우 심판은 경기를 중단 시킬 수 있으며, 공격을 방은 선수를 패자로 선언하게 된다.
경기가 끝나고 두 선수가 직립 위치에 남아있는 경우에는 심사 위원의 점수시트에 따라 결정을 내려야한다.
결과가 무승부인 경우 5 분의 추가 라운드가 진행되며, 추가 라운드 이후에도 양 선수가 여전히 서 있을 경우 심사 위원 점수 시트의 결과에 따라 심판이 궁국적인 최종 승자를 선언한다. 점수는 10점까지로 프로 클래스에서는 8-카운트 규칙은 적용되지 않으며, 무승부인 경우 추가의 5분 라운드가 진행된다. 이 때에도 승부가 결정되지 않은 경우 경기는 종료하며, 타이틀 전인 경우 두 번째 추가 라운드가 진행된 후 심판의 결정에 따른다.
4. 경기 종료
아래의 항목인 경우 경기는 종료된다.
1. 지정 된 경기 시간이 지난 경우
2. (기술로인한) 녹아웃
3. 선수 중 한명이 탭아웃, 혹은 구두로 패배 인정을 하는 경우
4. 시합중 세컨에 의한 타올투입이 있는 경우
5. 선수 중 한명이 시합을 계속할 수 없다고 은퇴 의사를 밝히는 경우
6. 선수 중 한명이 시합 도중 심판의 허락없이 고의로 링을 떠나는 경우
7. 의사가 심판에게 시합 중지를 요청한 경우
8. 3회의 공식적인 경고 후
9. 과도한 출혈, 대진 상대와의 큰 기량 차이 혹은 등급 이상의 매치에 해당하는 경우. 스포츠 정신에 입각한 경기가 진행되기 어려운 경우
10. 심각한 부정 행위의 경우에는 심판이 즉시 경기를 중지 할 수 있으며, 공식적인 경고없이 해당 선수는 실격처리된다.